# Abdul Rahman Pazhwak
Abdul Rahman Pazhwak, auch Pajhwak (persisch عبدالرحمان پژواک)  (* 7. März 1919 in Ghazni; † 8. Juni 1995 in Peschawar, Pakistan) war ein afghanischer Diplomat, der als Präsident der UN-Generalversammlung fungierte.

## Journalist
Nach dem Abitur arbeitete er als Journalist sowie in der Presseabteilung des Außenministeriums. Später war er Herausgeber und Chefredakteur der Tageszeitung „Islah“. Anschließend war er Intendant der Nachrichtenagentur Bakhter Agance (heute Agance Etlaati Bakhter), die die erste Nachrichtenagentur Afghanistans war. Danach wurde er Generaldirektor für Presse und Information in Afghanistan sowie Präsident des Instituts zur Förderung der Sprache Paschtu („Pashtu Tolana“).
Abdul Rahman Pazhwak fasste die sozio-kulturellen Begriffe des Paschtu (nicht als Kommunikationsmittel, sondern als Lebensinhalt) zusammen.

## Diplomat
1946 trat er dann in den Diplomatischen Dienst ein und war zunächst Botschaftsattaché für Kultur und Presse an den Botschaften in Großbritannien und den USA. 1951 wurde er Mitarbeiter im Außenministerium und war dort unter anderem zuständig für die UNO.
Nach seiner Tätigkeit als Ständiger Vertreter bei der UNO war er Botschafter in der Bundesrepublik Deutschland sowie in Indien. 1976 wurde er dann Botschafter in Großbritannien. Dieses Amt verlor er jedoch nach dem kommunistischen Staatsstreich 1978. Nach seiner Rückkehr nach Afghanistan wurde er unter Hausarrest gestellt und durfte erst 1982 wegen gesundheitlicher Gründe Afghanistan verlassen. Anschließend lebte er im Exil in den USA sowie ab 1991 im pakistanischen Peschawar.

## Aufstieg zum Präsidenten der UN-Generalversammlung
1958 wurde er Ständiger Vertreter Afghanistans bei den Vereinten Nationen. Dort war er unter anderem 1963 Vorsitzender der UN-Menschenrechtskommission. 1963 wurde er des Weiteren von der UNO mit der Verbesserung der Beziehungen zwischen Vietnam und der buddhistischen Glaubensgemeinschaft beauftragt. Daneben vertrat er sein Heimatland auf Konferenzen der Bewegung der blockfreien Staaten.
Am 20. September 1966 wurde er als Nachfolger von Amintore Fanfani zum Präsidenten der UN-Generalversammlung gewählt. Nach der Präsidentschaft über die 5. Sondersitzung 1967 wurde er von Corneliu Mănescu am 19. September 1967 als Präsident der UN-Generalversammlung abgelöst.

## Schriftsteller
Pazhwak beschäftigte sich zeit seines Lebens mit Literatur, Philosophie und Sozialwissenschaften. Zu seinen Werken als Schriftsteller zählten unter anderem Übersetzungen des Literaturnobelpreisträgers Rabindranath Tagore.
Mit der Gründung (persisch آژانس خبرى پژواک Agance e Khabari Pazhwak) bzw. (Pashto پژواک خبرى آژانس Pazhwak khabari Agance) Pazhwak Nachrichtenagentur ehrte Afghanistan sein Lebenswerk.